# Lorenzo Fernández de Villavicencio y Benítez
Lorenzo Fernández de Villavicencio y Benítez de Melgarejo (Jerez de la Frontera, ? - ?, 1707) fue un noble y hombre de estado español al servicio de los reyes Carlos II y Felipe V.

## Biografía
Fue caballero de la Orden de Calatrava, mayordomo mayor de la reina Mariana de Austria, miembro del consejo de hacienda, corregidor de Toledo, de Madrid y asistente de Sevilla. En 1681 fue recompensado con el marquesado de Valhermoso de Pozuela, título de nueva creación.
Del matrimonio con su prima Catalina de Villavicencio y Zacarías tuvo por hijos a:
- Lorenzo, asistente de Sevilla y comandante general de Canarias;
- Dionisio, obispo de León (Nicaragua);
- Pedro Tomás.

| Predecesor: Francisco de Barradas y Figueroa | Corregidor de Toledo 1678 - 1683 | Sucesor: Gaspar Suárez de la Palma     |
| Predecesor: Gutierre Bernardo de Quirós      | Corregidor de Madrid 1683 - 1690 | Sucesor: Francisco Ronquillo Briceño   |
| Predecesor: García Fernández Bazán           | Asistente de Sevilla 1696 - 1704 | Sucesor: Álvaro Pantoja y Portocarrero |